# Nichts

In vielen Kulturen wird Schwarz mit dem Nichts assoziiert.

Mit Nichts wird in der Alltagssprache ein universelles abstraktes Konzept bezeichnet, das verschiedene Bedeutungsaspekte besitzt. Es kann jedoch darüber gestritten werden, ob diese Bündelung der Aspekte eine gemeinsame linguistische Quelle hat oder ob es sich dabei zum Teil um Homonyme handelt, die auf fehlerhaften Umgang mit den Regeln der Oberflächengrammatik zurückzuführen wären. Verschiedene Aspekte sind:
- Die Negationspartikel „nicht“ dient zur sprachlichen Negation von Aussagen oder Satzelementen.
- Das Indefinitpronomen „nichts“ bedeutet „nicht irgend (etwas)“, kein Ding, keine Sache, nicht das Mindeste.
- Die Nominalphrase „das Nichts“ bezieht sich auf das Gegenteil des Seins, die Negation und Abwesenheit des Seins, das Nichtsein, eine absolute Leere oder allgemeine Unbestimmtheit.
- In der formalen Logik tritt „nichts“ ausschließlich in Gestalt des so genannten negierten Existenzquantors ({\displaystyle \neg \exists x}) auf. Damit wird dem Umstand Rechnung getragen, dass „nichts“ im Gegensatz zu „das Nichts“ kein Eigenname oder Nominator ist. Daher sind z. B. „Nichts existiert“ (d. i. „Es ist nicht der Fall, dass etwas existiert“) und „Das Nichts existiert“ nicht synonym.
- Das Substantiv „Nichts“ kann zudem bezogen werden auf:
  - Etwas Abwesendes, dessen Anwesenheit erwartet wurde (nihil privativum);
  - Etwas Wesenloses, Nichtiges, nicht Greifbares;
  - Etwas, dem doch der eigentliche Inhalt, das innere Sein und Leben fehlt, der bloße „Schein“;
  - Ebenso kann damit eine Person oder Sache als unwert, unbedeutend, gehaltlos und nichtig etikettiert werden.

Das gemeinsame der substantivischen Verwendungen ist, dass eine Bestimmung (z. B. der Wert) irrelevant klein ist oder null beträgt, oder eine Sache, deren Existenz oder Anwesenheit erwartet wurde, sich als fiktiv oder abwesend herausstellt.

## Philosophiegeschichte
Die verschiedenen Bedeutungsaspekte von Nichts wurden in der Philosophie nicht immer klar unterschieden. Daher ist der Frage, ob sich „Nichts“ denken lässt oder nicht – und wenn ja, wie – in der Philosophiegeschichte auf sehr unterschiedliche Arten nachgegangen worden. Der Umgang mit dieser Frage kann in verschiedenen philosophischen Disziplinen geschehen; „Nichts“ kann als Thema der Metaphysik und Ontologie behandelt werden (z. B. bei Platon, im Gedenken der creatio ex nihilo oder in Hegels Metaphysik des Absoluten), „Nichts“ kann aber auch als existentielle Erfahrung philosophisch beschrieben werden (z. B. bei Martin Heidegger oder Jean-Paul Sartre), oder die Spuren von „Nichts“ können als sprachphilosophische und logische Phänomene wie Verneinung oder Falschheit analysiert werden. Gelegentlich wird dabei das Nichts selbst negiert, so ist die Unmöglichkeit des Nichts in der Natur ein Grundsatz der Naturphilosophie des Aristoteles (horror vacui).

### Vorsokratik
Die Frage nach dem Nichts beschäftigt die westliche Philosophie seit ihrem allerersten vorsokratischen Anfang. Der griechische Philosoph Parmenides von Elea behandelt das Thema in dem einzigen von ihm erhaltenen Fragment, seinem Lehrgedicht Über die Natur:

„Wohlan, so will ich denn verkünden (Du aber nimm mein Wort zu Ohren), welche Wege der Forschung allein denkbar sind: der eine Weg, daß [das Seiende] ist und daß es unmöglich nicht sein kann, das ist der Weg der Überzeugung (denn er folgt der Wahrheit), der andere aber, daß es nicht ist und daß dies Nichtsein notwendig sei, dieser Pfad ist (so künde ich Dir) gänzlich unerforschbar. Denn das Nichtseiende kannst Du weder erkennen (es ist ja unausführbar) noch aussprechen.“

Aus diesen Zeilen lässt sich die Handlungsanweisung entnehmen, sich nicht mit dem Nichtseienden zu befassen und alle Aufmerksamkeit stattdessen allein dem Seienden zukommen zu lassen. Es ist nämlich unmöglich, über das Nichtseiende zu sprechen, da im selben Moment, als man von diesem etwas aussagt, dessen Sein wieder voraussetzt. Außerdem sind Sein und Denken äquivalent: Über das Nichts kann man demnach nicht nachdenken. Auf diese Weise entsteht eine Definition der Aufgabe von Wissenschaft: lohnende Forschung kann alles zum Thema haben, nur nicht das Nichts. Der Spruch des Parmenides von Elea gilt als erste Formulierung abstrakter metaphysischer Reflexion im antiken Griechenland und dient Platons Dialog Sophistes als Ausgangspunkt.

### Platon
Platon relativiert die Position des Parmenides vom absoluten Nichts. In dem Dialog Sophistes bestimmt er das Nichts als Nichtseiendes und dieses schließlich in einer längeren Argumentationskette als Verschiedenheit. Dabei werden fünf höchste Kategorien/Ideen entwickelt, die irreduzibel sind und an denen alle anderen Ideen teilhaben. Durch die Teilhabe an diesen fünf Ideen wird alles andere erst, was es ist, ohne mit den fünf Ideen identisch zu sein. Die fünf Ideen sind Sein, Ruhe und Bewegung, Identität und Verschiedenheit. Jede dieser Ideen ist mit sich selbst identisch und hat teil an den anderen Ideen. Durch die Verschiedenheit wird die Möglichkeit des Nichtseins aufgemacht. Die Idee der Ruhe ist mit sich selbst identisch, aber verschieden von den anderen vier Ideen. Sie hat Anteil z. B. an der Idee des Seins, sie ist jedoch nicht die Idee des Seins. Die Idee der Verschiedenheit eröffnet also die Möglichkeit des Nichtseins.

### Spätantike und Mittelalter
In der frühchristlichen Philosophie stellt sich das Problem bei der Diskussion der göttlichen Schöpfung: sie kann nach Augustin nur ex nihilo, aus dem Nichts erfolgt sein, denn alles andere wäre keine Schöpfung, sondern lediglich eine Umwandlung. Tertullian differenziert zwei Sprechweisen a nihilo, „von nichts her“, ohne eigene Ursache und Ex nihilo: das Nichts als Substanz; dies führt nach Tertullian zur Gnosis. Nikolaus von Kues versteht unter dem Nichts die alteritas, die 'Andersheit', die je spezifisch zu einem möglichen Sein angelegt ist.

### Nihil privativum
In der frühen Neuzeit unterschied man verschiedene Aspekte des Nichts. Unter dem Begriff des nihil privativum wird das Nichts etwa als eine spezifische Abwesenheit von Etwas oder als Mangel definiert. Dabei handelt es sich um eine logische Entgegensetzung, die dem Negierten einen geringeren ontologischen Status zuweist: Dunkelheit ist nur die Abwesenheit von Licht, das Böse nur die Abwesenheit des Guten und so weiter. Dieser aus dem Platonismus stammende Gedanke spielt auch in der Theodizee eine Rolle.

### Rationalismus: Satz vom Grund
Im Rationalismus haben sowohl Leibniz als auch Wolff das bereits von Cicero formulierte Prinzip „Nichts geschieht ohne Grund“ (lat. nihil sine causa fit, De divinatione 2,61) im Satz vom zureichenden Grund als maßgebliches metaphysisches Prinzip bestimmt. Bei Leibniz heißt es: „[…] nichts geschieht, ohne dass es eine Ursache [cause] oder wenigstens einen bestimmenden Grund [raison déterminante] gibt, d. h. etwas, das dazu dienen kann, a priori zu begründen, weshalb etwas eher existiert als nicht existiert und weshalb etwas gerade so als in einer anderen Weise existiert.“ Die logische Bedeutung in Bezug auf den Begriff des Nichts diskutierte Wolff wie folgt: „Wo etwas vorhanden ist, woraus man begreifen kann, warum es ist, hat das einen zureichenden Grund (§ 29). Derowegen wo keiner vorhanden ist, da ist nichts, woraus man begreifen kann, warum etwas ist, nemlich warum es wirklich werden kann, und also muss es aus Nichts entstehen. Was demnach nicht aus Nichts entstehen kann, muss einen zureichenden Grund haben, warum es ist, als es muss an sich möglich sein und eine Ursache haben, die es zur Wirklichkeit bringen kann, wenn wir von Dingen reden, die nicht notwendig sind. Da es nun unmöglich ist, daß aus Nichts etwas werden kann, so muss auch Alles, was ist, seinen zureichenden Grund haben, warum es ist.“

### Kant
In der transzendentalen Analytik der Kritik der reinen Vernunft fügte Immanuel Kant am Schluss des Anhangs eine kleine Betrachtung über den Gegensatz von Möglichkeit und Unmöglichkeit in Bezug auf die Kategorien hinzu. Jeder Klasse der Kategorien entspricht auch ihre Negation. Danach ist „Nichts“ gemäß der Kategorientitel Quantität, Qualität, Relation und Modalität zu unterscheiden in Gedankending, Mangel an Etwas, reine Anschauung oder bloße Form, und Unding (vgl. nebenstehende Tafel).
| als |                  |                  |                  |                  |                  |                                   |                                   |                                   |                                   |                                   |                                   |    |    |    |    |    |    |                 |                 |                 |                 |                 |                 |                                   |                                   |                                   |                                   |                                   |                                   |
| \| \| \| \| \| \| \| 1. \| \| \| \| \| \| \| \| \| \| \| \| \| \| \| \| \| \| \| \| \| \| \| \| \| \| \| \| \| \| \| Leerer Begriff ohne Gegenstand, \| \| \| \| \| \| \| \| \| \| \| \| \| \| \| \| \| \| \| \| \| \| \| \| \| \| \| \| \| \| \| ens rationis. \| \| \| \| \| \| \| \| \| \| \| \| \| \| \| \| \| \| \| \| \| \| \| \| \| 2. \| 2. \| 2. \| 2. \| 2. \| 2. \| \| \| \| \| \| \| 3. \| 3. \| 3. \| 3. \| 3. \| 3. \| \| \| \| \| \| \| \| \| \| \| \| \| \| 2. \| 2. \| 2. \| 2. \| 2. \| 2. \| Leerer Gegenstand eines Begriffs, \| Leerer Gegenstand eines Begriffs, \| Leerer Gegenstand eines Begriffs, \| Leerer Gegenstand eines Begriffs, \| Leerer Gegenstand eines Begriffs, \| Leerer Gegenstand eines Begriffs, \| 3. \| 3. \| 3. \| 3. \| 3. \| 3. \| \| \| \| \| \| \| Leere Anschauung ohne Gegenstand, \| Leere Anschauung ohne Gegenstand, \| Leere Anschauung ohne Gegenstand, \| Leere Anschauung ohne Gegenstand, \| Leere Anschauung ohne Gegenstand, \| Leere Anschauung ohne Gegenstand, \| \| nihil privativum \| nihil privativum \| nihil privativum \| nihil privativum \| nihil privativum \| nihil privativum \| Leerer Gegenstand eines Begriffs, \| Leerer Gegenstand eines Begriffs, \| Leerer Gegenstand eines Begriffs, \| Leerer Gegenstand eines Begriffs, \| Leerer Gegenstand eines Begriffs, \| Leerer Gegenstand eines Begriffs, \| \| \| \| \| \| \| ens imaginarium \| ens imaginarium \| ens imaginarium \| ens imaginarium \| ens imaginarium \| ens imaginarium \| Leere Anschauung ohne Gegenstand, \| Leere Anschauung ohne Gegenstand, \| Leere Anschauung ohne Gegenstand, \| Leere Anschauung ohne Gegenstand, \| Leere Anschauung ohne Gegenstand, \| Leere Anschauung ohne Gegenstand, \| \| nihil privativum \| nihil privativum \| nihil privativum \| nihil privativum \| nihil privativum \| nihil privativum \| 4. \| \| \| \| \| \| \| \| \| \| \| \| ens imaginarium \| ens imaginarium \| ens imaginarium \| ens imaginarium \| ens imaginarium \| ens imaginarium \| \| \| \| \| \| \| \| \| \| \| \| \| \| Leerer Gegenstand ohne Begriff, \| \| \| \| \| \| \| \| \| \| \| \| \| \| \| \| \| \| \| \| \| \| \| \| \| \| \| \| \| \| \| nihil negativum \| \| \| \| \| \| \| \| \| \| \| \| \| \| \| \| \| \| \| \| \| \| \| \| |                  |                  |                  |                  |                  |                                   |                                   |                                   |                                   |                                   |                                   |    |    |    |    |    |    |                 |                 |                 |                 |                 |                 |                                   |                                   |                                   |                                   |                                   |                                   |
| |                  |                  |                  |                  |                  | 1.                                |                                   |                                   |                                   |                                   |                                   |    |    |    |    |    |    |                 |                 |                 |                 |                 |                 |                                   |                                   |                                   |                                   |                                   |                                   |
| |                  |                  |                  |                  |                  | Leerer Begriff ohne Gegenstand,   |                                   |                                   |                                   |                                   |                                   |    |    |    |    |    |    |                 |                 |                 |                 |                 |                 |                                   |                                   |                                   |                                   |                                   |                                   |
| |                  |                  |                  |                  |                  | ens rationis.                     |                                   |                                   |                                   |                                   |                                   |    |    |    |    |    |    |                 |                 |                 |                 |                 |                 |                                   |                                   |                                   |                                   |                                   |                                   |
| 2. | 2.               | 2.               | 2.               | 2.               | 2.               |                                   |                                   |                                   |                                   |                                   |                                   | 3. | 3. | 3. | 3. | 3. | 3. |                 |                 |                 |                 |                 |                 |                                   |                                   |                                   |                                   |                                   |                                   |
| 2. | 2.               | 2.               | 2.               | 2.               | 2.               | Leerer Gegenstand eines Begriffs, | Leerer Gegenstand eines Begriffs, | Leerer Gegenstand eines Begriffs, | Leerer Gegenstand eines Begriffs, | Leerer Gegenstand eines Begriffs, | Leerer Gegenstand eines Begriffs, | 3. | 3. | 3. | 3. | 3. | 3. |                 |                 |                 |                 |                 |                 | Leere Anschauung ohne Gegenstand, | Leere Anschauung ohne Gegenstand, | Leere Anschauung ohne Gegenstand, | Leere Anschauung ohne Gegenstand, | Leere Anschauung ohne Gegenstand, | Leere Anschauung ohne Gegenstand, |
| nihil privativum | nihil privativum | nihil privativum | nihil privativum | nihil privativum | nihil privativum | Leerer Gegenstand eines Begriffs, | Leerer Gegenstand eines Begriffs, | Leerer Gegenstand eines Begriffs, | Leerer Gegenstand eines Begriffs, | Leerer Gegenstand eines Begriffs, | Leerer Gegenstand eines Begriffs, |    |    |    |    |    |    | ens imaginarium | ens imaginarium | ens imaginarium | ens imaginarium | ens imaginarium | ens imaginarium | Leere Anschauung ohne Gegenstand, | Leere Anschauung ohne Gegenstand, | Leere Anschauung ohne Gegenstand, | Leere Anschauung ohne Gegenstand, | Leere Anschauung ohne Gegenstand, | Leere Anschauung ohne Gegenstand, |
| nihil privativum | nihil privativum | nihil privativum | nihil privativum | nihil privativum | nihil privativum | 4.                                |                                   |                                   |                                   |                                   |                                   |    |    |    |    |    |    | ens imaginarium | ens imaginarium | ens imaginarium | ens imaginarium | ens imaginarium | ens imaginarium |                                   |                                   |                                   |                                   |                                   |                                   |
| |                  |                  |                  |                  |                  | Leerer Gegenstand ohne Begriff,   |                                   |                                   |                                   |                                   |                                   |    |    |    |    |    |    |                 |                 |                 |                 |                 |                 |                                   |                                   |                                   |                                   |                                   |                                   |
| |                  |                  |                  |                  |                  | nihil negativum                   |                                   |                                   |                                   |                                   |                                   |    |    |    |    |    |    |                 |                 |                 |                 |                 |                 |                                   |                                   |                                   |                                   |                                   |                                   |

|                  |                  |                  |                  |                  |                  | 1.                                |                                   |                                   |                                   |                                   |                                   |    |    |    |    |    |    |                 |                 |                 |                 |                 |                 |                                   |                                   |                                   |                                   |                                   |                                   |
|                  |                  |                  |                  |                  |                  | Leerer Begriff ohne Gegenstand,   |                                   |                                   |                                   |                                   |                                   |    |    |    |    |    |    |                 |                 |                 |                 |                 |                 |                                   |                                   |                                   |                                   |                                   |                                   |
|                  |                  |                  |                  |                  |                  | ens rationis.                     |                                   |                                   |                                   |                                   |                                   |    |    |    |    |    |    |                 |                 |                 |                 |                 |                 |                                   |                                   |                                   |                                   |                                   |                                   |
| 2.               | 2.               | 2.               | 2.               | 2.               | 2.               |                                   |                                   |                                   |                                   |                                   |                                   | 3. | 3. | 3. | 3. | 3. | 3. |                 |                 |                 |                 |                 |                 |                                   |                                   |                                   |                                   |                                   |                                   |
| 2.               | 2.               | 2.               | 2.               | 2.               | 2.               | Leerer Gegenstand eines Begriffs, | Leerer Gegenstand eines Begriffs, | Leerer Gegenstand eines Begriffs, | Leerer Gegenstand eines Begriffs, | Leerer Gegenstand eines Begriffs, | Leerer Gegenstand eines Begriffs, | 3. | 3. | 3. | 3. | 3. | 3. |                 |                 |                 |                 |                 |                 | Leere Anschauung ohne Gegenstand, | Leere Anschauung ohne Gegenstand, | Leere Anschauung ohne Gegenstand, | Leere Anschauung ohne Gegenstand, | Leere Anschauung ohne Gegenstand, | Leere Anschauung ohne Gegenstand, |
| nihil privativum | nihil privativum | nihil privativum | nihil privativum | nihil privativum | nihil privativum | Leerer Gegenstand eines Begriffs, | Leerer Gegenstand eines Begriffs, | Leerer Gegenstand eines Begriffs, | Leerer Gegenstand eines Begriffs, | Leerer Gegenstand eines Begriffs, | Leerer Gegenstand eines Begriffs, |    |    |    |    |    |    | ens imaginarium | ens imaginarium | ens imaginarium | ens imaginarium | ens imaginarium | ens imaginarium | Leere Anschauung ohne Gegenstand, | Leere Anschauung ohne Gegenstand, | Leere Anschauung ohne Gegenstand, | Leere Anschauung ohne Gegenstand, | Leere Anschauung ohne Gegenstand, | Leere Anschauung ohne Gegenstand, |
| nihil privativum | nihil privativum | nihil privativum | nihil privativum | nihil privativum | nihil privativum | 4.                                |                                   |                                   |                                   |                                   |                                   |    |    |    |    |    |    | ens imaginarium | ens imaginarium | ens imaginarium | ens imaginarium | ens imaginarium | ens imaginarium |                                   |                                   |                                   |                                   |                                   |                                   |
|                  |                  |                  |                  |                  |                  | Leerer Gegenstand ohne Begriff,   |                                   |                                   |                                   |                                   |                                   |    |    |    |    |    |    |                 |                 |                 |                 |                 |                 |                                   |                                   |                                   |                                   |                                   |                                   |
|                  |                  |                  |                  |                  |                  | nihil negativum                   |                                   |                                   |                                   |                                   |                                   |    |    |    |    |    |    |                 |                 |                 |                 |                 |                 |                                   |                                   |                                   |                                   |                                   |                                   |

Die ens rationis ist dabei eine Fiktion, ein widerspruchsfreier Begriff von einem Gegenstand, der nicht in der Erfahrung gegeben werden kann (vgl. auch Noumenon). Es steht auf dem 1. Platz, der in den anderen Tafeln (der Urteilsformen, der Verstandesbegriffe) der Quantität zugeordnet ist, vielleicht, weil ihm keine Größe in der Anschauung entsprechen kann. Mit dem nihil privativum ist eine Deprivation, eine Abwesenheit oder ein Mangel einer Qualität, die prinzipiell erfahrbar ist gemeint (Bsp. Finsternis als Mangel an Licht), es steht auf dem für Qualitäten reservierten Platz. Die leere Anschauung ohne Gegenstand erläutert Kant am Beispiel der Anschauungsformen Raum und Zeit, es steht zu vermuten, dass auch geometrische Figuren, leere Formen etc. unter diesen Begriff fallen. Hier wird nicht, wie unter 2., eine bestimmte Qualität verneint, sondern etwas ohne Substanz vorgestellt. Da Substanz unter den Kategorientitel der Relation fällt, steht die ens imaginarium an diesem Ort. Zuletzt folgt das Unding oder nihil negativum die Vorstellung eines Gegenstands unter einem widersprüchlichen Begriff oder mit einer unmöglichen Form (wie z. B. das Penrose-Dreieck).
„Man siehet, daß das Gedankending (n.1) von dem Unding (n4) dadurch unterschieden werde, dass jenes nicht unter die Möglichkeiten gezählet werden darf, weil es bloß Erdichtung (obzwar nicht widersprechende) ist, dieses aber der Möglichkeit entgegengesetzt ist, indem der Begriff sogar sich selbst aufhebt. Beide sind aber leere Begriffe. Dagegen sind das nihil privativum (n.2) und ens imaginarium (n.3) leere data zu Begriffen. Wenn das Licht nicht den Sinnen gegeben worden, so kann man auch keine Finsternis, und wenn nicht ausgedehnte Wesen wahrgenommen worden, keinen Raum vorstellen. Die Negation sowohl, als die bloße Form der Anschauung, sind, ohne ein Reales, keine Objekte.“ (Immanuel Kant: AA III, 233) = KrV B 328

### Hegel
Das Nichts ist für Hegel der Gegenbegriff zum Sein. Er beginnt seine Wissenschaft der Logik mit den drei Bestimmungen „Sein“, „Nichts“, „Werden“. Sein, „reines Sein“ soll als unbestimmtes Unmittelbares verstanden werden. Da das reine Sein unbestimmt sein soll, kann es keine Qualität haben, keine irgendwie geartete innere Komplexität, es können auch keine Beziehungen zu anderen Dingen oder Gedanken bestehen. Die Unmittelbarkeit des reinen Seins betont noch einmal, dass das reine Sein keinen äußeren Bedingungen unterliegt, keine Ursache hat, sondern einfach nur es selbst ist. Der Gedanke des reinen Seins erweist sich somit als vollkommen leer und das, was in diesem leeren Gedanken gedacht wird, ist eigentlich nichts. Die Bestimmungen vom reinen Sein und vom reinen Nichts erweisen sich als dieselben und auch der Gedanke vom reinen Nichts ist mit dem Gedanken vom reinen Sein identisch.

„Dies reine Sein ist nun die reine Abstraktion, damit das Absolut-Negative, welches, gleichfalls unmittelbar genommen, das Nichts ist.“

Kerngedanken dieses Zitats sind:
- Das reine Sein ist für Hegel „reine Abstraktion“.
- Aus dieser Eigenschaft lässt er folgen, dass das Sein das „Absolut-Negative“ sei.
- Ist das Sein das Absolut-Negative, so ist es Nichts.

### Trendelenburg und Dilthey
Friedrich Adolf Trendelenburg bestritt in direkter Opposition zu Hegel, dass im reinen Denken eine Brücke zwischen Sein und Nichts zum Werden hergestellt werden könne. In dieser für die Dialektik Hegels grundlegenden Beziehung sah Trendelenburg einen versteckten Rückgriff auf die Anschauung, den Hegel negierte oder übersah. „Das reine Sein, sich selbst gleich ist Ruhe; das Nichts – das sich selbst Gleiche – ist Ruhe. Wie kommt aus der Einheit zweier ruhender Vorstellungen das bewegte Werden heraus? Nirgends liegt in den Vorstufen die Bewegung vorgebildet, ohne welche das Werden nur ein Sein wäre. Da sowohl das reine Sein als auch das Nicht-Sein ausdrückt, so kann folgerichtig die nächste Aufgabe des Denkens, wenn die Einheit beider gesetzt werden soll, nur die sein, eine ruhende Vereinigung zu finden. Wenn aber das Denken aus jener Einheit ein Anderes erzeugt, trägt es offenbar dies Andere hinzu und schiebt die Bewegung stillschweigend unter, um Sein und Nicht-Sein in den Fluss des Werdens zu bringen. […] Aus dem Sein, einer zugestandenen Abstraktion, und dem Nichts, einer ebenfalls zugestandenen Abstraktion kann nicht urplötzlich das Werden entstehen, diese concrete, das Leben und den Tod beherrschende, Anschauung.“ Trendelenburgs Schüler Wilhelm Dilthey stellte in gleicher Weise in Bezug auf Hegels System kritisch fest: „Aber jede Metaphysik dieser Art ist von vornherein durch einen inneren Widerspruch in ihrer Grundlage gerichtet. Das über unsere Erfahrung Hinausliegende kann nicht einmal durch Analogie einleuchtend gemacht, geschweige denn bewiesen werden, wenn dem Mittel der Begründung und des Beweises, dem logischen Zusammenhang, die ontologische Gültigkeit und Tragweite genommen wird.“

### Heidegger versus Carnap
Nach Martin Heideggers Vortrag Was ist Metaphysik? gehören das „Nichts“ und das „Sein“ zusammen. Sie sind nicht dasselbe, aber sie bedingen sich und gehören zusammen. Erst durch das „Nichts“ offenbart sich das „Sein“ als eine „Befremdlichkeit“ oder als das „Andere“. Deutlich spürbar ist dieses „Nichts“ in der „Stimmung“ der Angst, nicht in der Furcht vor etwas Bestimmtem, sondern in der tiefen, in uns verborgenen „Angst vor“, oder „wegen“. Nicht ganz unbestimmt, aber auch nicht in Worten fassbar, eben die Angst vor dem „Nichts“. In einer solchen Angst ist einem alles gleichgültig und zwar gleichermaßen gleichgültig. Ob Tisch oder Stuhl, Tod oder Leben, es hat keine Relevanz. Eine merkwürdige Ruhe durchzieht einen, fast wie in der Stimmung der Langeweile, die dem Sein am spürbar nächsten ist, und doch nicht ganz. Dieser kleine, von uns gefühlte Unterschied zwischen den beiden Stimmungen, wieder nicht in Worten fassbar, aber als etwas „Fehlendes“ fühlbar, ist das „Nichts“.
In prominenter Weise warf Rudolf Carnap als Vertreter des logischen Empirismus (Wiener Kreis) und der mittleren analytischen Philosophie dem Existentialismus Martin Heideggers vor, er würde den Begriff „Das Nichts“ fälschlich so verwenden, als ob er für eine bestimmte Entität stünde. Rudolf Carnap tadelte diesen Punkt bei Heidegger in seinem Aufsatz „Überwindung der Metaphysik durch logische Analyse der Sprache“. Die Annahme, der Begriff „Das Nichts“ habe einen Inhalt, beruht Carnap zufolge auf einer Verwechslung von logischer und grammatischer Struktur von Begriffen und Sätzen. Die analytische Sprachphilosophie versucht zu zeigen, dass „Nichts“ einfach nur als „Nicht etwas“ verstanden werden kann und muss, so dass keine derartige Umformung möglich ist. Ihre Analyse ist also vor allem als Metaphysikkritik gemeint.
Nach Carnap beruhen sämtliche Sätze über das Nichts auf sprachlicher Verwirrung. Zwar sei die Bildung des Substantivs „das Nichts“ syntaktisch korrekt; Sätze, die den Ausdruck beinhalten, fallen aber in die Klasse der sinnlosen Sätze, da sie keinen empirischen Gehalt haben und unmöglich verifiziert werden können. Der Verifikationismus gilt zwar als gescheitertes Projekt, Carnaps Analyse des Nichts (die ursprünglich vor allem gegen Heideggers Sein und Zeit gerichtet war) ist jedoch in der analytischen Philosophie zum Konsens geworden.
Heidegger wies diese Angriffe selbst zurück: Aus seiner Sicht sei es dogmatisch, Logik und Sprachanalyse als einzige philosophische Methoden zuzulassen. Sein Existenzialismus von 1927 versucht daher, die Rolle von Logik und Sprache innerhalb des gesamten menschlichen Daseins zu relativieren. In seinem Vortrag Was ist Metaphysik? hielt Heidegger dem logischen Empirismus vor, dass die modernen Wissenschaften auf logischen Prinzipien beruhten, ohne das Nichts zu thematisieren. Der logische Empirismus habe sich als „Wissenschaftsphilosophie“ daher auf einen begrenzten Erkenntnisbereich des Seienden, der einer methodischen Welterschließung (Wissenschaft) zugänglich ist, zu beschränken. Heidegger gibt zu, dass Wissenschaften das Nichts nur als Negation eines Seienden, als Mangel, vorstellen können und müssen, was aber nicht dem phänomenologischen Charakter des Nichts als Nichts gerecht würde.
Auch Richard Hönigswald reagierte auf die Handhabung des Begriffs durch Heidegger mit einer polemischen Kritik: „Unvergleichlich, wie es nun einmal ist, brütet das „Nichts“ tröstliche Angst verbreitend, indem es, so lautet der nahe liegende und gerade darum überraschende Ausdruck „nichtet“. „Es ist darum ursprünglicher als das Nicht und die Verneinung.“ – Indessen, solche Einsichten entziehen sich, wie man bei näherer Betrachtung erkennt, jedem Bedenken. Sie liegen gleichsam jenseits seiner Bedingungen und Kompetenzen. Denn Bedenken bedeuten immer Fragen; wieweit nun Fragen bis in die unheimlichen Tiefen des „Nichts“ überhaupt herabreichen, läßt sich grundsätzlich nicht ausmachen.“

### Sartre: „Nichts“ als Freiheit
Jean-Paul Sartre bestimmt in seinem Werk Das Sein und das Nichts den Menschen als die Form des Seins, die das Nichts in die Wirklichkeit bringt und sich dadurch von allem anderen (bewusstlosen) Sein unterscheidet. Aus der Bewusstheit, die der Mensch über die Möglichkeit des Nicht-Seins hat, leitet er die Fähigkeit der „Negation“ ab. Damit ist die Fähigkeit gemeint, sich von bestimmten Zukunfts- und Vergangenheitsbildern zu distanzieren. Durch diese Fähigkeit der Negation hat der Mensch die Freiheit, sich in die Zukunft zu entwerfen und aus der Vergangenheit zu lösen. Diese Freiheit verstärkt sich noch, da der Mensch auch die Form der eigenen Gegenwart negieren kann („ich bin das, was ich sein werde“) und somit auch nicht von dieser „abhängig“ ist bzw. „festgelegt“ wird. Das Nichts ist nach Sartre die Freiheit, die dem Menschen gegeben ist und die nicht abgelehnt werden kann.
Sartre verweist in seinem Werk Das Sein und das Nichts außerdem darauf, dass das Nichts eigentlich nicht durch Seinsbegriffe zu erfassen ist. Der transzendente Begriff des Nichts kann laut Sartre aufgrund der Nichtexistenz eines Inhaltes nur annähernd verdeutlicht werden, z. B. in der Grenzziehung zwischen einem Moment und dem folgenden. Versuchten wir uns hier eine Grenze vorzustellen, seien wir dazu nicht in der Lage und genau hier fänden wir das „Nichts“.

### Bloch: Philosophie des Noch-Nicht-Seins
Eine differenzierte Philosophie des Nichts findet sich auch bei Ernst Bloch. Unter der Kategorie des Noch-Nicht-Seins fasst Bloch die verschiedenen Formen der menschlichen Erfahrung des Mangels als Ausdruck einer fundamentalen Nichtigkeit einer Gegenwart, in der allerdings Tendenzen auf ein mögliches, volles Sein angelegt sind. Bloch unterscheidet Nicht von Nichts. Ersteres referiert auf eine mögliche Veränderung und damit Verbesserung in der Zukunft, denn was nicht ist, kann noch werden. Letzteres ist das Gegenteil von Alles und damit die Negativität, das Böse, welches das positive Ende des welthistorischen Prozesses zum Guten – alles in allem – vereitelt.

### Derrida: „Nichts“ als Schweigen
In seiner Kritik an Foucaults Deutung des descartschen „Cogito“ entwickelt Jacques Derrida (Cogito und die Geschichte des Wahnsinns. In: Die Schrift und die Differenz) auch eine Bestimmung von „Nichts“. „Nichts“ ist die wahnsinnige Unbestimmtheit jenseits der von ihr befreiten „cogito-Erfahrung“, welche als feste Basis Gewissheit über unsere eigene Existenz gibt, jedoch nicht über selbige hinaus. Aufgrund des Wesens des „Nichts“ kann über es nicht gesprochen werden, da die Sprache Ausdruck der Vernunft ist, welche dem „Nichts“ gegenübersteht und es in Schach hält. „Nichts“ offenbart sich also ausschließlich im Schweigen.

## Buddhismus
Der buddhistische Begriff Shunyata (Sanskrit, jap. 空, kū) bedeutet Leere oder Leerheit. Eine Gleichsetzung von Shunyata (Mahayana) und Nichts (Nihilismus) wird üblicherweise vermieden. Der japanische Philosoph Keiji Nishitani bildet eine Ausnahme: Ihm zufolge gelinge bei genauer Kenntnis der westlichen und östlichen Philosophie eine Paralleldarstellung von Nihil und Shunyata in existentialistischer Sprache. In der Übersetzung von Büchern, die Übungen im Zen-Buddhismus beschreiben, werde insofern auch vom Nichts gesprochen. Im Ideal sei dies die Praxis einer nicht vorhandenen Anhaftung. Der vielfach verwendete Begriff Nirvana sei durch Fehlübersetzung mit dem Nichts gleichgesetzt, bedeute aber in etwa „verweht“.
Hans Waldenfels findet in seiner Analyse des Nichts einen Widerspruch:

„Wenn wir sehen, daß wir nichts sehen, wird das Nichts insofern zweideutig, als wir, wo wir nichts sehen, doch etwas sehen, das wir aussagen können. Denn entweder ist die Erfahrung des Nichts die Erfahrung eines nihilistischen Nichts oder die Erfahrung absoluter Verborgenheit. Wesentlich für die Erfahrung des Nichts ist, daß wir absolut unfähig sind zu entscheiden, ob sie das eine oder das andere ist. Die Zweideutigkeit entzieht sich folglich menschlicher Manipulation.“

## Naturwissenschaften
Während in der Zeit von Otto von Guericke und seinem Versuch mit den Magdeburger Halbkugeln vielen bereits die Abwesenheit von Luft als Nichts galt, würde heute niemand mehr das Vakuum – im Sinne eines materiefreien Raumes – als Nichts betrachten. Selbst wenn es gelänge, ein hundertprozentiges Vakuum zu schaffen, in dem weder materielose Wellen noch wechselwirkende Felder vorkämen, so wäre dieser Raum dennoch nicht völlig „leer“, da sich permanent Teilchen und Antiteilchen – wenn auch in virtuellen Zuständen – bilden und sofort wieder vernichten. Dieses als Vakuumfluktuation bezeichnete Phänomen wurde durch den resultierenden Casimir-Effekt 1958 experimentell bestätigt.
Seit dem 20. Jahrhundert wird mit dem Begriff Nichts eher die dem menschlichen Verstand nicht zugängliche Abwesenheit jeglichen Seins, also auch von Raum und Zeit verstanden. Das im Rahmen der Allgemeinen Relativitätstheorie formulierte heutige Standardmodell der Kosmologie legt die Entstehung von Raum und Zeit in den Urknall. Deren heutige Eigenschaften verlieren jedoch ihre Gültigkeit, wenn man bei einer zeitlich rückwärts gerichteten Annäherung an den Urknall in die Nähe der Planck-Zeit kommt. Der Begriff des Nichts im Sinne eines „vor dem Urknall“ wird aus diesen Gründen von der heutigen Naturwissenschaft nicht verwendet, sondern als physikalisch sinnlos betrachtet. In Astronomie und Physik spricht man im Zusammenhang mit dem Urknall von einer Singularität.

## Mathematik und Informatik
- Die Zahl Null wird mit dem Nichts in Verbindung gebracht, aber auch negative Zahlen können als Ausdruck eines Mangels verwendet werden. Die natürlichen Zahlen können nach John von Neumanns mengentheoretischem Modell jedoch aus der leeren Menge und einer einfachen Mengenbildungsregel konstruiert werden. In diesem Modell repräsentiert die leere Menge, die kein Element (= Nichts) enthält, die Null, während die Eins die Menge ist, welche die leere Menge (= Null) enthält. Die Null ist demnach nicht Nichts, sondern vielmehr die Menge, die Nichts enthält.
Zudem bezeichnet in der abstrakten Algebra die Null das neutrale Element (Nullelement) einer additiv (Operator Plus) geschriebenen Verknüpfung, sodass jedes damit verknüpfte Element auf sich selbst abgebildet wird. Ein mit Nichts verknüpftes Element wird dagegen erst gar nicht abgebildet.
- Im Kontext von Datenbanken bezeichnet man den Wert einer Zelle, die kein Zeichen enthält, als Nullwert (oft dargestellt als „NULL“, aus der englischen Sprache). Der Nullwert entspricht also dem Nichts im Sinne von „keine Information“ und keineswegs dem Zahlenwert 0 (= zero oder deutsch null).
- In der Informatik spielt auch der Begriff „None“ eine wichtige Rolle und kann, ähnlich wie „Null“, als eine Form des Nichts betrachtet werden. Es ist jedoch entscheidend zu betonen, dass „None“ und „Null“ identisch sind. In diversen Programmiersprachen wird None teilweise aber auch Null (NULL oder NIL) verwendet, um auszudrücken, dass eine Pointervariable (noch) auf kein gültiges Objekt zeigt.
- Die Ternäre Logik der Datenmanipulationssprachen kennt außer den Begriffen TRUE und FALSE noch UNKNOWN für nicht bestimmt.
- Nichtnumerische Daten benötigen als Distanzhalter Leerzeichen, auch als SPACE oder BLANK bezeichnet. Um sie von anderen unsichtbaren Zeichen zu unterscheiden, bieten Textprogramme die Option, Leerzeichen durch einen Punkt zu kennzeichnen.

## Trivia

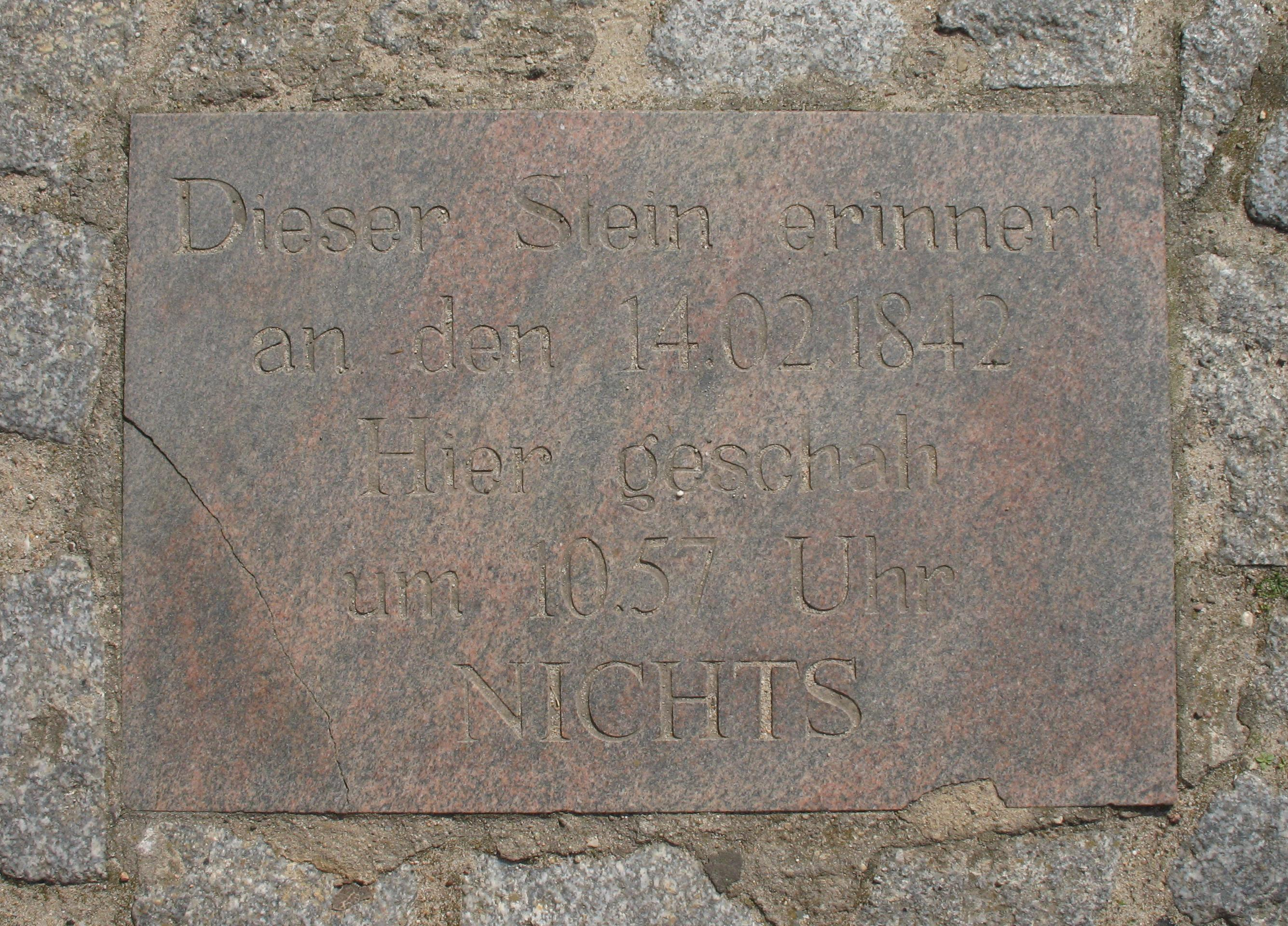
Gedenkstein an das „NICHTS“ in Kyritz

- Nichts wird in Deutschland mit zwei Gedenktafeln gewürdigt: Sowohl in Kyritz auf dem Markt („Dieser Stein erinnert an den 14.02.1842 – Hier geschah um 10.57 Uhr NICHTS“) als auch in Schwerte („Genau an dieser Stelle ereignete sich am 15. Mai des Jahres 1785 überhaupt gar nichts“).[11]
- In einem Sketch von 1974 stellte Ernst Hilbich die Vorzüge eines Schnapses mit Namen Nichts vor.[12] In der Folge wurde tatsächlich ein solcher auf den Markt gebracht, mit entsprechenden Sprüchen auf dem Etikett („sagen Sie Ihrer Frau einfach, sie hätten Nichts getrunken“). Auch heute ist ein Kümmel dieses Namens erhältlich.[13]